# Hyundai Unicorns

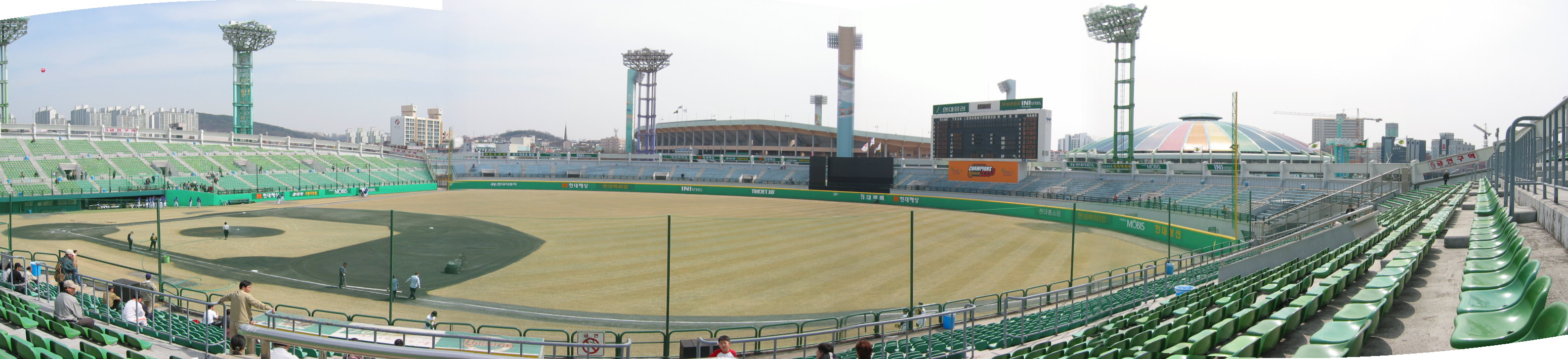
Estádio de beisebol do Hyundai Unicorns.

O Hyundai Unicorns foi um clube profissional de beisebol sul-coreano sediado em Incheon e depois Suwon, Coreia do Sul. A equipe disputou a KBO League.

## História
Foi fundado em 1982 até 2007 quando foi dissolvido.